# Red Bull RB14
El Red Bull RB14 fue un monoplaza de Fórmula 1 diseñado por Aston Martin Red Bull Racing para competir en la temporada 2018. La unidad de potencia, el sistema de transmisión de ocho velocidades y el sistema de recuperación de energía son de Renault, pero con denominación de TAG Heuer por motivos de patrocinio. El coche fue conducido por el australiano Daniel Ricciardo y el neerlandés Max Verstappen.

## Presentación
El RB14 se mostró en un evento en el circuito de Silverstone por primera vez el 19 de febrero de 2018, con un diseño camuflado que no será usado durante la temporada.

## Resultados
(Clave) (negrita indica pole position) (cursiva indica vuelta rápida)

| Año  | Motor                               | Neu. | N.º | Pilotos          | 1   | 3   | 2   | 4   | 5   | 6   | 7   | 8   | 9   | 10  | 11  | 12  | 13  | 14  | 15  | 16  | 17  | 18  | 19  | 20  | 21  | Puntos | Pos. |
| ---- | ----------------------------------- | ---- | --- | ---------------- | --- | --- | --- | --- | --- | --- | --- | --- | --- | --- | --- | --- | --- | --- | --- | --- | --- | --- | --- | --- | --- | ------ | ---- |
| 2018 | TAG Heuer (Renault) R.E.18 V6 Turbo | P    |     |                  | AUS | BHR | CHN | AZE | ESP | MON | CAN | FRA | AUT | GBR | GER | HUN | BEL | ITA | SIN | RUS | JPN | USA | MEX | BRA | ABU | 419    | 3º   |
| 2018 | TAG Heuer (Renault) R.E.18 V6 Turbo | P    | 3   | Daniel Ricciardo | 4   | Ret | 1   | Ret | 5   | 1   | 4   | 4   | Ret | 5   | Ret | 4   | Ret | Ret | 6   | 6   | 4   | Ret | Ret | 4   | 4   | 419    | 3º   |
| 2018 | TAG Heuer (Renault) R.E.18 V6 Turbo | P    | 33  | Max Verstappen   | 6   | Ret | 5   | Ret | 3   | 9   | 3   | 2   | 1   | 15† | 4   | Ret | 3   | 5   | 2   | 5   | 3   | 2   | 1   | 2   | 3   | 419    | 3º   |

- † El piloto no acabó el Gran Premio, pero se clasificó al completar el 90% de la distancia total.